# Beraunit
Beraunit ist ein eher selten vorkommendes Mineral der Mineralklasse der Phosphate, Arsenate und Vanadate mit der chemischen Zusammensetzung Fe2+Fe3+5[(OH)5|(PO4)4]·6H2O und ist damit chemisch gesehen ein wasserhaltiges Eisen-Phosphat mit zusätzlichen Hydroxidionen.
Beraunit kristallisiert im monoklinen Kristallsystem und entwickelt meist tafelige Kristalle von bis zu einem Zentimeter Größe. Zudem kann er grobe Nadeln in Mineral-Aggregaten ausbilden.
Mit einer Mohshärte von 3 bis 4 gehört der Beraunit zu den weichen bis mittelharten Mineralen.

## Etymologie und Geschichte
Erstmals entdeckt wurde Beraunit in Mineralproben aus der Grube Hrbek bei Svatá Dobrotivá (deutsch: St. Benigna) im Okres Beroun (deutsch: Beraun) im heutigen Tschechien. Die Analyse und Erstbeschreibung erfolgte 1841 durch August Breithaupt in seinem Vollständiges Handbuch der Mineralogie, wo er auch die Mithilfe von Carl Friedrich Plattner bei der Analyse lobend erwähnte.
1949 wurde das Mineral von Clifford Frondel genauer untersucht. Er untersuchte die chemische Zusammensetzung und kam auf eine Formel zwischen Fe3+5[(PO4)3|(OH)6]·21/4H2O und Fe2+Fe3+4[(PO4)3|(OH)5]·21/2H2O. Aktuell gilt die Formel Fe3+6(PO4)4O(OH)4·6H2O, womit Beraunit wesentlich mehr Kristallwasser enthält, als von Frondel angenommen wurde.
Ein bereits 1877 von August Nies erstbeschriebenes und nach dessen Typlokalität, der Grube Eleonore bei Gießen, benannte Mineral Eleonorit wurde nach einer Neubeschreibung zur Validierung durch Nikita V. Chukanov, Sergey M. Aksenov, Ramiza K. Rastsvetaeva, Christof Schäfer, Igor V. Pekov, Dmitriy I. Belakovskiy, Ricardo Scholz, Luiz C. A. de Oliveira und Sergey N. Britvin (publiziert 2017) zunächst von der International Mineralogical Association anerkannt (interne Eingangsnummer der IMA: 2015-003). 2021 konnte allerdings nachgewiesen werden, dass Eleonorit mit Beraunit identisch ist. Zudem wurde neben der Diskreditierung von Eleonorit auch die Neudefinition von Beraunit beantragt (IMA 21-D). Beraunit wird seitdem in der „Liste der Minerale und Mineralnamen“ der IMA unter der Summenanerkennung 2021 s.p. (special procedure) geführt.
Das Typmaterial von Beraunit wird in der Mineralogischen Sammlung der Technischen Universität Bergakademie Freiberg (TU-BA) unter der Inventarnummer 21359 aufbewahrt.

## Klassifikation
Bereits in der veralteten 8. Auflage der Mineralsystematik nach Strunz gehörte der Beraunit zur Mineralklasse der „Phosphate, Arsenate und Vanadate“ und dort zur Abteilung der „Wasserhaltigen Phosphate mit fremden Anionen“, wo er zusammen mit Strunzit die „Strunzit-Beraunit-Gruppe“ mit der System-Nr. VII/D.05 und den weiteren Mitgliedern Bermanit, Destinezit (diskreditiert als Varietät von Diadochit), Diadochit, Kakoxen, Kryzhanovskit (auch Kryshanovskit) und Tinticit sowie die beiden Minerale mit inzwischen zweifelhaftem Status Ganomatit und Pitticit bildete.
Im zuletzt 2018 überarbeiteten und aktualisierten Lapis-Mineralienverzeichnis nach Stefan Weiß, das sich aus Rücksicht auf private Sammler und institutionelle Sammlungen noch nach dieser alten Form der Systematik von Karl Hugo Strunz richtet, erhielt das Mineral die System- und Mineral-Nr. VII/D.11-070. In der „Lapis-Systematik“ entspricht dies ebenfalls der Abteilung „Wasserhaltige Phosphate, mit fremden Anionen“, wo Beraunit zusammen mit Bermanit, Burangait, Dufrénit, Ercitit, Ferristrunzit, Ferrostrunzit, Gayit, Gormanit, Kakoxen, Kamarizait, Kayrobertsonit, Kidwellit, Matioliit, Metavivianit, Meurigit-K, Meurigit-Na, Natrodufrénit, Phosphofibrit, Souzalith, Strunzit, Tinticit, Zincoberaunit und Zincostrunzit sowie die inzwischen diskreditierten Minerale Eleonorit und Laubmannit die unbenannte Gruppe VII/D.11 bildet.
Auch die von der IMA zuletzt 2009 aktualisierte 9. Auflage der Strunz’schen Mineralsystematik ordnet den Beraunit in die Abteilung der „Phosphate usw. mit zusätzlichen Anionen; mit H2O“ ein. Diese ist allerdings weiter unterteilt nach der relativen Größe der beteiligten Kationen und dem Stoffmengenverhältnis der zusätzlichen Anionen zum Phosphat-, Arsenat- bzw. Vanadatkomplex (RO4), so dass das Mineral entsprechend seiner Zusammensetzung in der Unterabteilung „Mit ausschließlich mittelgroßen Kationen; (OH usw.) : RO4 = 1 : 1 und < 2 : 1“ zu finden ist, wo es als einziges Mitglied die unbenannte Gruppe 8.DC.27 bildet.
Die vorwiegend im englischen Sprachraum gebräuchliche Systematik der Minerale nach Dana ordnet den Beraunit ebenfalls in die Klasse der „Phosphate, Arsenate und Vanadate“ und dort in die Abteilung der „Wasserhaltigen Phosphate etc., mit Hydroxyl oder Halogen“ ein. Hier ist er als einziges Mitglied in der unbenannten Gruppe 42.11.16 innerhalb der Unterabteilung „Wasserhaltige Phosphate etc., mit Hydroxyl oder Halogen mit (AB)4(XO4)3Zq × x(H2O)“ zu finden.

## Kristallstruktur
Beraunit kristallisiert monoklin in der Raumgruppe C2/c (Raumgruppen-Nr. 15) mit den Gitterparametern a = 20,943 Å, b = 5,129 Å, c = 19,213 und Å, β = 93,67° sowie 4 Formeleinheiten pro Elementarzelle.
Die Eisenatome sind in der Gitterstruktur sechsfach koordiniert. Die Phosphatanionen ([PO4]3−) bilden Tetraeder.

## Eigenschaften
Beraunit ist gut löslich in Säuren.

## Bildung und Fundorte
Beraunit kommt in Spuren in Eisenerz vor, zudem in Lehm und Sand. Er ist ein Sekundärmineral zu Triphylin. Beraunit bildet Paragenesen mit Vivianit, Dufrénit, Rockbridgeit, Wavellit, Ferristrunzit, Frondelit, Hureaulith, Mitridatit, Stewartit, Laueit, Leukophosphit, Triphylin und Limonit.
Als relativ seltene Mineralbildung kann Beraunit an verschiedenen Fundorten zum Teil zwar reichlich vorhanden sein, insgesamt ist er aber wenig verbreitet. Weltweit sind bisher rund 160 Fundstellen dokumentiert.
Die Typlokalität liegt Tschechien im Kreis Beroun und dort in St. Benigna (Svatá Dobrotivá) in der „Hrbek Mine“. Weitere Fundorte in Tschechien sind Kutterberg (Kutná Hora). In der Region Karlovy Vary gibt es in Krásno nad Teplou (Schönfeld) einen Fundort, sowie zwei Fundorte in der Region Pilsen. In der Region Vysočina gibt es ebenfalls einen Fundort.
In Deutschland gibt es ungefähr 25 Fundorte. In Baden-Württemberg gibt es einen Fundort in Wolfach im Schwarzwald. In Bayern gibt es viele Fundorte, die meisten davon in der Oberpfalz (in den Gemeinden Auerbach, Pleystein, Plößberg und Waidhaus), einen gibt es in Bayern jedoch in der Region Niederbayern in Rabenstein. In Hessen gibt es im Kreis Wetzlar in Rodheim-Bieber, in Waldgirmes und in Weilburg Fundorte. In Nordrhein-Westfalen gibt es eine Fundstelle im Sauerland in Uentrop (Stadt Arnsberg), und im Wuppertal bei Schloss Aprath. In Sachsen gibt es einen Fundort im Erzgebirge in Bezirk Annaberg, sowie zwei Fundorte in Görlitz in der Oberlausitz und einen Fundort in Auerbach im Vogtland. In Schleswig-Holstein gibt es einen Fundort in Jodelund. In Thüringen gibt es einen Fundort im Harz und einen im Vogtland.
In Österreich fand sich das Mineral bisher nur in der Steiermark am Erzberg bei Eisenerz, am Brandberg bei Sankt Peter-Freienstein und im ehemaligen Quarzsteinbruch Ebenlecker (auch Ebenlöcker) bei Herzogberg. Eine weitere als Grießleiten bezeichnete Fundstelle bei Nonnersdorf in der Gemeinde Maria Laach am Jauerling in Niederösterreich gilt bisher als fraglich bzw. nicht gesichert.
Der bisher einzige bekannte Fundort in der Schweiz liegt im Valle di Ponte (auch Ponte Valley) nahe Brissago im Kanton Tessin.
Weitere Fundorte liegen unter anderem in Australien, Belgien, Brasilien, Frankreich, Irland, Italien, Japan, Kamerun, Mali, Marokko, Niederlande, Portugal, Russland, Spanien, Schweden, Tschechien, Ungarn, im Vereinigten Königreich in England und in den US-Bundesstaaten Alabama, Arizona, Arkansas, Connecticut, Florida, Georgia, Indiana, Maine, Montana, Nevada, New Hampshire, New Jersey, New Mexico, North Carolina, Pennsylvania, South Carolina, South Dakota und Tennessee.